# Juni 1994
Portal Geschichte | Portal Biografien | Aktuelle Ereignisse | Jahreskalender | Tagesartikel

◄ |
19. Jahrhundert |
20. Jahrhundert
| 21. Jahrhundert

◄ |
1960er |
1970er |
1980er |
1990er
| 2000er | 2010er | 2020er | ►

◄ |
1990 |
1991 |
1992 |
1993 |
1994
| 1995 | 1996 | 1997 | 1998 | ►

◄ |
März 1994 |
April 1994 |
Mai 1994 |
Juni 1994 |
Juli 1994 |
August 1994 |
September 1994 |
►
Dieser Artikel behandelt aktuelle Nachrichten und Ereignisse im Juni 1994.

## Tagesgeschehen

### Donnerstag, 2. Juni 1994
- Bali, Java/Indonesien: Ein Erdbeben der Stärke 7,8 Mw etwa 200 km vor der Südostküste der bevölkerungsreichsten Insel der Welt Java löst eine Tsunamiwelle aus. In der Folge kommen auf Bali, Java und auf vorgelagerten Inseln 277 Menschen ums Leben.[1]
- Wien/Österreich: Der Generaldirektor der Internationalen Atomenergie-Organisation (IAEA) Hans Blix beschuldigt Nordkorea gegenüber dem Sicherheitsrat der Vereinten Nationen der Sabotage von Kernreaktor-Inspektionen durch seine Behörde. Blix berichtet, dass Nordkorea vor dem Eintreffen der IAEA-Mitarbeiter alle wichtigen Teile des Reaktorkerns entfernt und mit hoher Wahrscheinlichkeit Plutonium für militärische Zwecke abgezweigt habe.[2]

### Sonntag, 5. Juni 1994
- Wien/Österreich: Der SV Austria Salzburg steht nach einem 0:0 beim SK Rapid Wien vorzeitig als Österreichischer Fußballmeister 1994 fest. Es ist der erste nationale Meistertitel des Vereins.[3]

### Montag, 6. Juni 1994

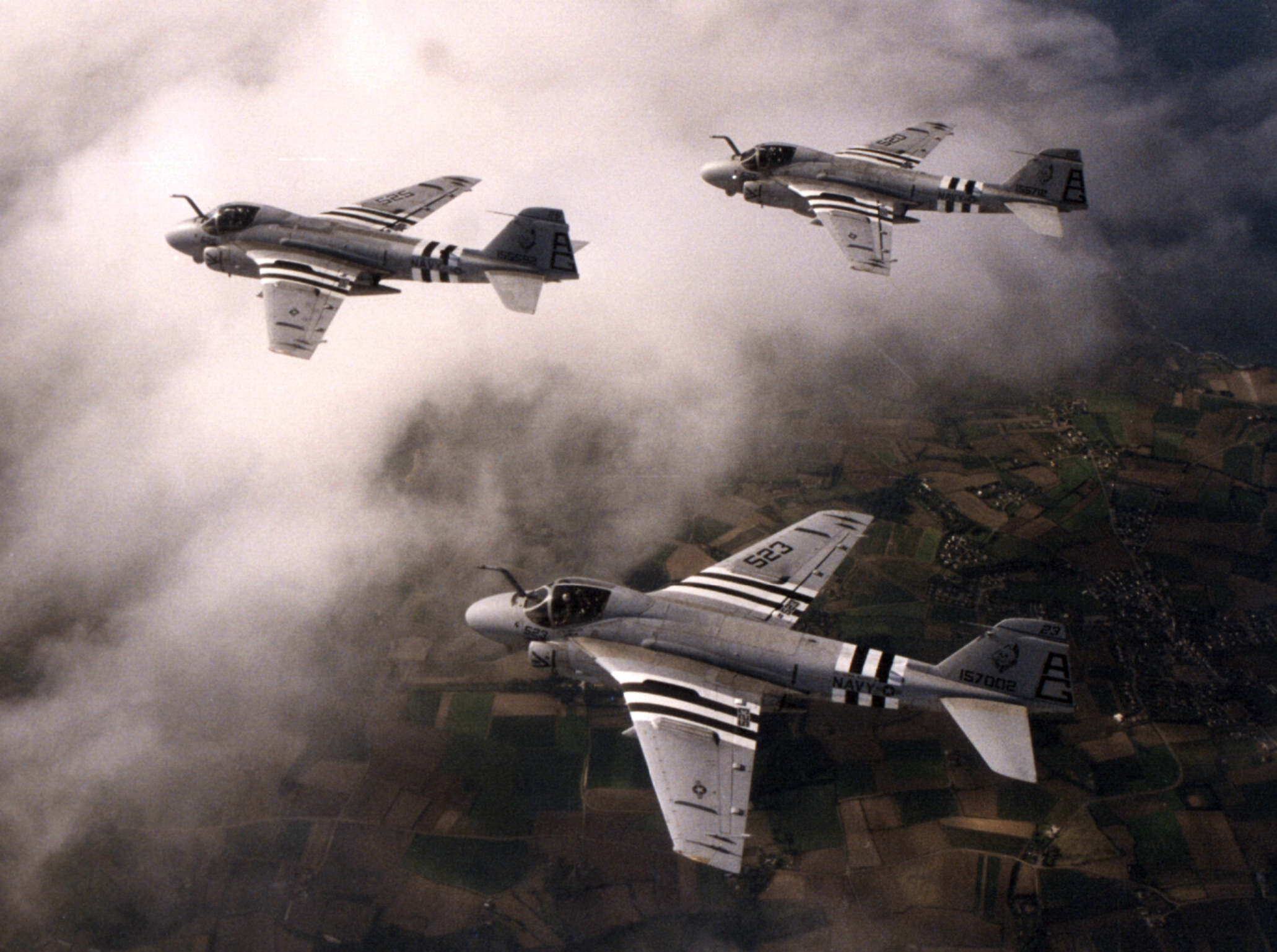
Formationsflug der Luftstreitkräfte der USA am 50. Jahrestag des D-Days

- Arromanches-les-Bains/Frankreich: Vertreter der Alliierten Streitmächte des Zweiten Weltkriegs gedenken der Landung der alliierten Truppen der Westlichen Welt in der Normandie am D-Day, mit der vor 50 Jahren das Zusammenbrechen der Westfront des Großdeutschen Reichs eingeleitet wurde. Inoffiziell soll auch der deutsche Bundeskanzler Helmut Kohl eine Einladung erhalten haben, die er jedoch zurückwies.[4]
- Addis Abeba/Äthiopien: Über 30 Jahre nach ihrer Gründung nimmt die supranationale Organisation für Afrikanische Einheit den einstigen Apartheidsstaat Südafrika als Mitglied auf.[5]
- Xianyang/China: Ein Flugzeug vom Typ Tupolew Tu-154 zerbricht auf dem China-Northwest-Airlines-Flugs 2303 vom Flughafen Xi’an-Xianyang nach Guangzhou wegen einer Fehleinstellung des Autopiloten zehn Minuten nach dem Start in der Luft. Beim bisher folgenschwersten Flugzeugabsturz in der Geschichte der Volksrepublik sterben 160 Menschen.[6]

### Samstag, 11. Juni 1994
- Wien/Österreich: Im Finale des ÖFB-Cups gewinnt der FK Austria Wien mit 4:0 gegen den FC Linz und wird Österreichischer Fußballpokalsieger 1994.[7]

### Sonntag, 12. Juni 1994

Volksabstimmung über den EU-Beitritt Österreichs, grün = ja

Logo: Der König der Löwen

- Bern/Schweiz: Die Stimmberechtigten einer Volksabstimmung votieren für erleichterte Einbürgerungen, gegen die Beteiligung ihres Landes an friedensfördernden Militäreinsätzen und für den Bundesbeschluss zur Festschreibung der Kulturförderung in der Verfassung. Die Stände verwerfen das Recht auf erleichterte Einbürgerungen sowie den Artikel zur Kulturförderung.[8][9]
- Mailand/Italien: Der Gesamtsieg bei der 77. Ausgabe des Rad-Etappenrennens Giro d’Italia geht an den Nachwuchsfahrer Jewgeni Bersin aus Russland. Es ist der erste Gesamtsieg eines Russen bei dieser Rundfahrt.[10]
- New York/Vereinigte Staaten: Der erste Zeichentrickfilm der Walt-Disney-Gruppe, der nicht auf einer Vorlage basiert, Der König der Löwen, wird zum ersten Mal einem Kinopublikum vorgeführt.[11]
- New York/Vereinigte Staaten: Bei der 48. Verleihung des Tony Awards werden Diana Rigg und Stephen Spinella jeweils für die beste Leistung in einer Hauptrolle in einem Theaterstück ausgezeichnet.[12]
- Straßburg/Frankreich: Die viertägige Wahl zum Europäischen Parlament geht zu Ende. Ihr Recht zu wählen verwirklichen europaweit mit 56,67 % anteilig die wenigsten Bürger in der Geschichte der Europawahlen. Die Sozialdemokratische Partei Europas wird mit 198 Mandatsträgern von 567 die größte Fraktion bilden.[13][14]
- Sydney/Australien: Die 12. Basketball-WM der Damen endet erstmals mit einem Titel für Südamerika. Die Gold-Medaillen gehen an die Brasilianerinnen, die im Endspiel China bezwingen, und auf Platz 3 liegen die USA. In den elf Turnieren zuvor siegten entweder die Damen aus den USA oder aus der Sowjetunion.[15]
- Wien/Österreich: In einer Volksabstimmung votieren 66,6 % der teilnehmenden Stimmberechtigten für den von Außenminister Alois Mock (ÖVP) bei den Europäischen Gemeinschaften ausgehandelten Beitritt von Österreich zur Europäischen Union.[16]

### Montag, 13. Juni 1994
- Wien/Österreich: Nordkorea tritt nach Meinungsverschiedenheiten mit der Internationalen Atomenergie-Organisation (IAEA) über die kerntechnische Anlage Nyŏngbyŏn aus der IAEA aus; als Unterzeichner des Atomwaffensperrvertrags muss das Land de jure Kontrollen der Organisation auch in Zukunft akzeptieren.[17]

### Dienstag, 14. Juni 1994
- New York/Vereinigte Staaten: Der Stanley Cup der nordamerikanischen Eishockey-Profiliga NHL geht in diesem Jahr an die New York Rangers, die das siebte und entscheidende Spiel der Finalserie gegen die Vancouver Canucks mit 3:2 für sich entscheiden.[18]

### Donnerstag, 16. Juni 1994

Logo der Fußball-WM

- Chicago/Vereinigte Staaten: Am Vortag des Eröffnungsspiels der 15. Fußball-Weltmeisterschaft wird der 78-jährige Brasilianer João Havelange erneut im Amt des Präsidenten des Weltfußballverbands FIFA bestätigt, das er seit 1974 ausfüllt.[19]

### Freitag, 17. Juni 1994

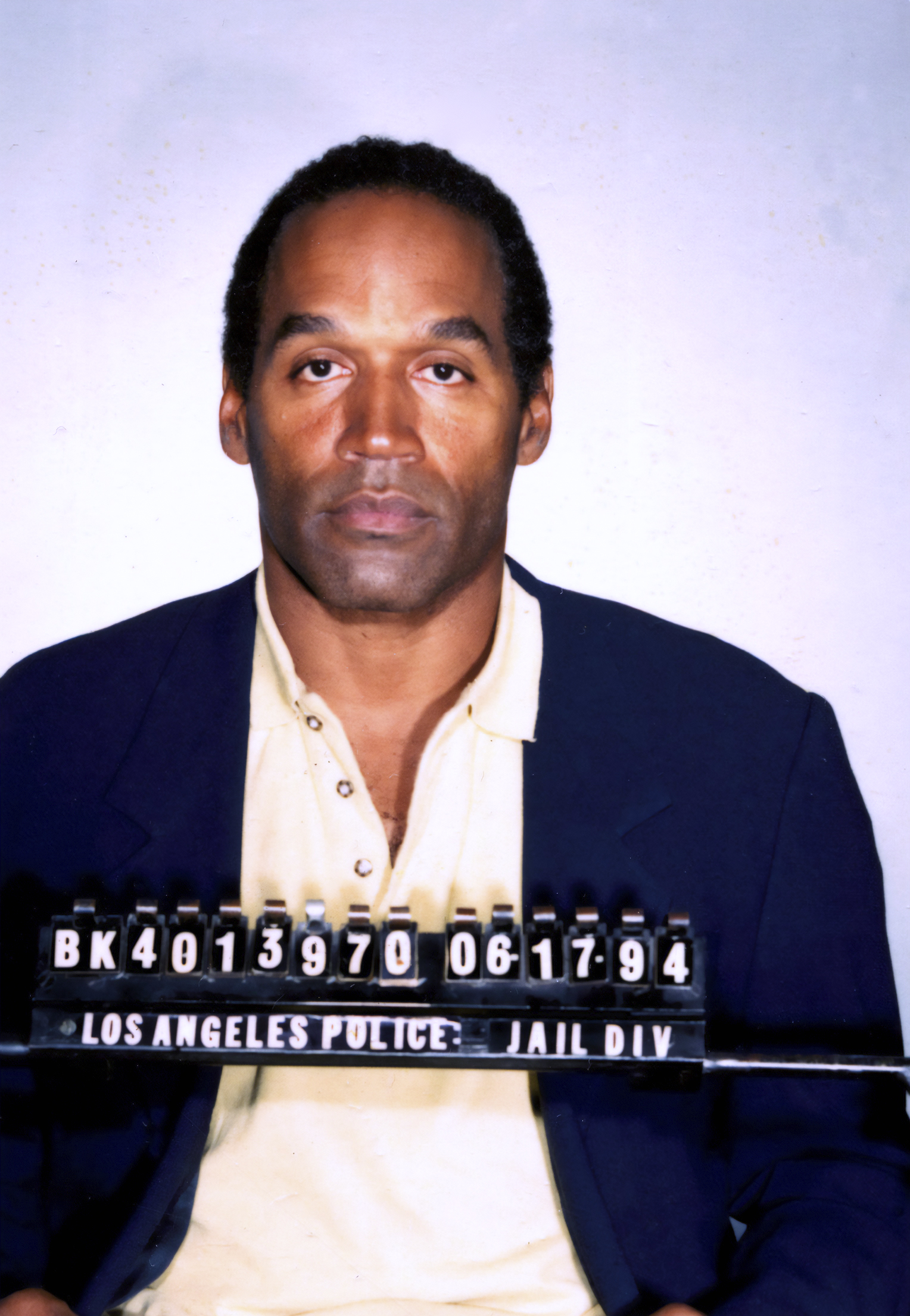
O. J. Simpson

- Chicago/Vereinigte Staaten: Im Eröffnungsspiel der 15. Fußball-Weltmeisterschaft besiegt Deutschland die bolivianische Nationalmannschaft mit 1:0.[20]
- Los Angeles/Vereinigte Staaten: Eine Verfolgungsjagd des ehemaligen American-Football-Spielers O. J. Simpson mit der Polizei wird von einem Hubschrauber aus aufgezeichnet und live im Fernsehen übertragen. Währenddessen telefoniert Simpson mit der Polizei und erweckt den Eindruck, seinem Leben ein Ende setzen zu wollen. Des Doppelmords an seiner Ex-Frau und an deren Freund verdächtig, wird er schließlich inhaftiert.[21]

### Donnerstag, 23. Juni 1994
- Hannover/Deutschland: Der Landtag wählt Gerhard Schröder (SPD) zum zweiten Mal zum Ministerpräsidenten von Niedersachsen.[22]
- Zürich/Schweiz: Pascal Richard gewinnt zum ersten Mal, und als 14. Schweizer, die Rad-Rundfahrt Tour de Suisse.[23]

### Freitag, 24. Juni 1994
- Spokane/Vereinigte Staaten: Bei einem Absturz einer Boeing B-52 während eines Trainingsfluges auf der Fairchild Air Force Base kommen alle 4 Besatzungsmitglieder ums Leben.

### Samstag, 25. Juni 1994
- Korfu/Griechenland: Der Premierminister des Vereinigten Königreichs John Major legt sein Veto gegen die Nominierung des belgischen Regierungschefs Jean-Luc Dehaene als Wahlvorschlag an das Parlament der Europäischen Union (EU) für den Posten des Präsidenten der EU-Kommission ein. Durch das Veto ist die Personalie vom Tisch.[24]

### Sonntag, 26. Juni 1994
- Klagenfurt/Österreich: Der Schweizer Schriftsteller Reto Hänny gewinnt mit seinem Text Guai den Ingeborg-Bachmann-Preis 1994.[25]
- Magdeburg/Deutschland: Bei der Landtagswahl in Sachsen-Anhalt mit einer vergleichsweise schwachen Wahlbeteiligung von 54,8 % erreicht die CDU von Ministerpräsident Christoph Bergner 4,6 % weniger Anteil der Wählerstimmen als 1990, während die SPD mit Reinhard Höppner als Spitzenkandidat 8 % hinzugewinnt. Beide Parteien liegen mit 34,4 % beziehungsweise 34,0 % fast gleichauf. Die PDS gewinnt 7,9 % hinzu und verbucht 19,9 % der Wählerstimmen. Einer großen Koalition sind sowohl CDU als auch SPD abgeneigt und von einer rot-roten Koalition rät die Bundes-SPD ab.[26]

### Montag, 27. Juni 1994
- Bonn/Deutschland: Bundespräsident Richard von Weizsäcker wird nach zehnjähriger Amtszeit mit einem großen Zapfenstreich verabschiedet.[27]

### Dienstag, 28. Juni 1994
- Chicago/Vereinigte Staaten: Der Deutsche Fußball-Bund in Person von Präsident Egidius Braun suspendiert in Absprache mit Bundestrainer Berti Vogts den Spieler Stefan Effenberg wegen einer obszönen Geste nach dessen Auswechslung im Spiel gegen Südkorea von der weiteren Teilnahme an der Fußball-Weltmeisterschaft 1994. Effenberg soll Zuschauern, die als Deutsche erkenntlich waren, den Mittelfinger gezeigt haben.[28]

### Mittwoch, 29. Juni 1994
- Bonn/Deutschland: Im Bundestag endet die Abstimmung über das Marrakesch-Abkommen zur Gründung der internationalen Welthandelsorganisation (WTO) mit einem Bekenntnis zur deutschen Mitgliedschaft in der Organisation. Die ebenfalls notwendige Zustimmung des Bundesrats soll im Juli erfolgen.[29]
- Dresden/Deutschland: Der 92. Katholikentag unter dem Motto „Unterwegs zur Einheit“ beginnt.[30]

## Weblinks

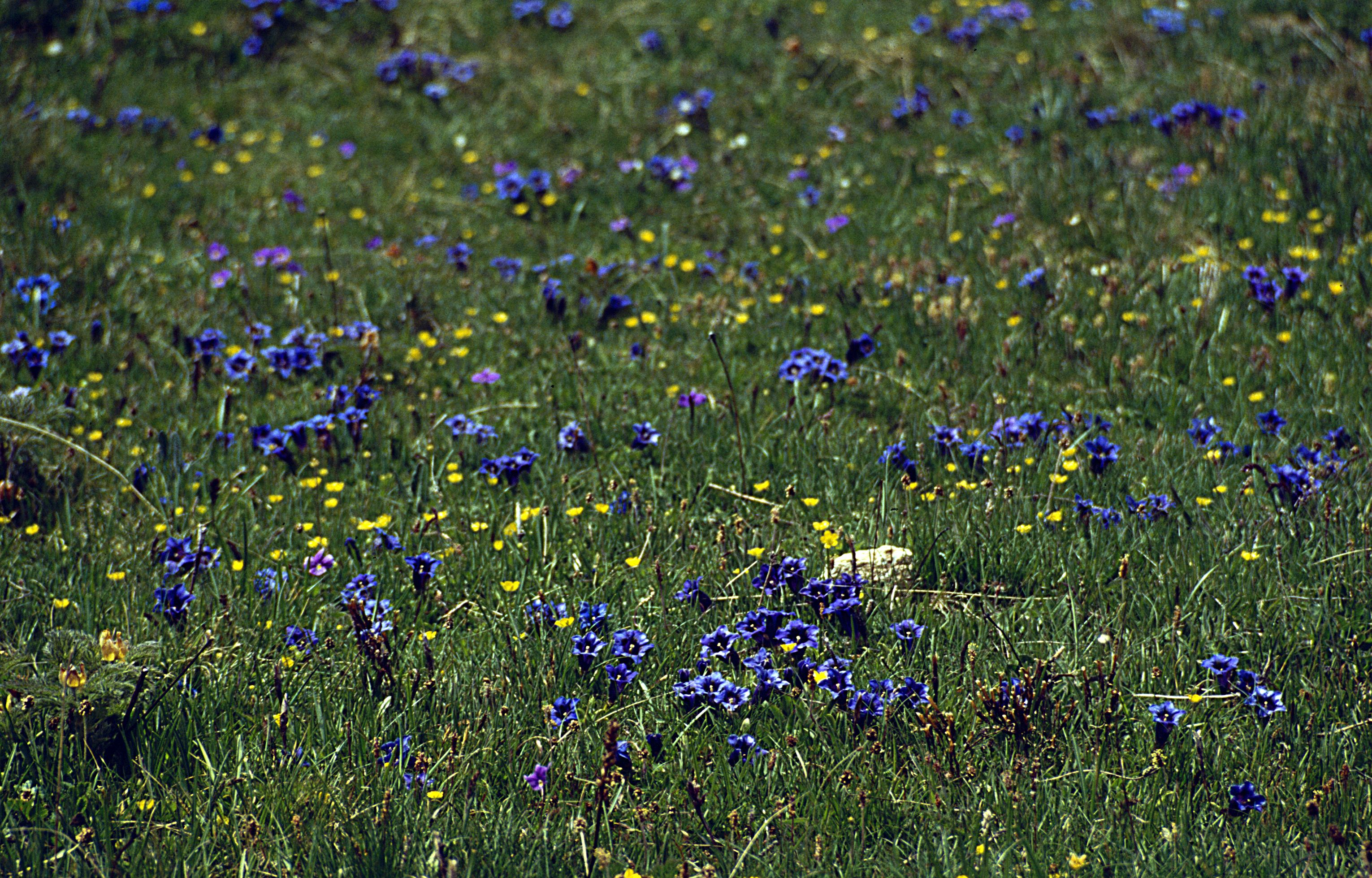
Kanton Wallis im Juni 1994